# Paketposthalle
Die ehemalige Paketposthalle (offiziell „Gleishalle des Paketpostamtes“) ist eine 1965 bis 1969 nordöstlich der Friedenheimer Brücke in München mit flachen Kreissegment-Bögen gebaute freitragende Betonfertigteilhalle, die mit einer Spannweite von 146,8 Metern, einer Höhe von 27,3 Metern und einer Länge von 124 Metern die damals weltweit größte  ihrer Art war. 15 Gleise führten in die bis zum 31. Mai 1997 als Umschlagplatz für Postpakete fungierende 20.000 m² große Faltbogenhalle. 1996 erlangte die Halle offiziell Denkmalstatus. Nach einem Umbau nutzt die Deutsche Post AG das Gebäude seit Juni 1998 als Briefzentrum BZ 80. 2018 verkaufte die Deutsche Post das Gebäude inklusive des umliegenden etwa 100.000 Quadratmeter großen Grundstücks an die Büschl Unternehmensgruppe.

## Architektur
Das nach einem Entwurf der Deutschen Bundespost von den Architekten Rudolf Rosenfeld und Herbert Zettel mit Ulrich Finsterwalder mit der ingenieurtechnischen Planung von Helmut Bomhard sowie der Tragwerksplanung von Paul Gollwitzer erbaute Gebäude besteht aus zwei dreizelligen Stirn- und 24 Normalbögen. Die letzteren setzen sich jeweils aus zwei zueinander geneigten, 8,5 cm dicken und 3,8 t schweren Teilen zusammen. Alle 1584 Fertigteile haben die gleichen Abmessungen. Die in der Zeiss-Dywidag-Schalenbauweise erbaute Schalenkonstruktion des Gewölbes ist sowohl Tragwerk wie auch Gebäudehülle und kommt ohne zusätzliche Dachhaut aus. Ihre minimalistische Konstruktion erregte bei der Erbauung Aufmerksamkeit, da sie „dünner als die Schale eines Hühnereis“ sei: Gewölbedicke und -radius haben ein Verhältnis von 1:375, während das Verhältnis bei einer Eierschale bei 1:75 liegt.
Ursprünglich sah Rosenfelds Entwurf ein reines Betontragwerk in Form einer Stützenlinienparabel mit Stahlbeton-Hohlkastenbindern, verbindenden Stahlbetonpfetten und einer leichten Dachhaut aus Aluminiumblech vor. In der Ausschreibung konnte sich aber Dyckerhoff & Widmann mit der Sonderlösung des gefalteten, bogenförmigen Flächentragwerks aus vorgefertigten Betonelementen durchsetzen.
Außerhalb der Gleishalle wurde dem Querbahnsteig im Westen ein elf Meter hoher Flachbau für die Paket- und Päckchenverteilung vorgelagert. Eine 64 × 176 Meter große Durchgangspackkammer wurde durch die Wendel der Paketrutschen gegliedert. In einem zweigeschossigen Riegel schlossen sich Personalräume und Betriebsbüros an. Seitlich wurde der Paketbahnhof von der Kraftfahrzeugladehalle im Süden und den hufeisenförmig um einen Anfahrtshof gebauten Zustellhallen im Norden gerahmt, die jeweils direkt an den Querbahnsteig andockten. Zur Arnulfstraße hin befindet sich im Kopfbau der Zustellungshalle das Paketpostamt München 3 für Direktabholer. Ein achtgeschossiges Punkthochhaus für die Postverwaltung setzt an der Arnulfstraße einen Auftakt- und Abschlussakzent für das Ensemble. Abgerückt im westlichen Gartenzwickel lag im Scheitelpunkt eines Wegefächers die zweigeschossige Kantine.
Nach beendeter Nutzung als Paketposthalle wurden 1997 alle Gleise und Bahnsteige entfernt und auf der durch das Gewölbe überdachten Fläche von 20.000 Quadratmeter eine schlichte, reversible Industriehalle aus Stahlfachwerk (System Donges Stahlbau) für die Briefsortieranlagen errichtet. Das Gewölbe hatte damit nur noch die Funktion einer passiven Klimahülle für das Briefzentrum. Die Durchgangspackkammer wurde abgerissen, an ihrer Stelle entstand an der westlichen Stirnseite eine wesentlich kleinere Anfahrtszone für LkW. Die seitliche Kfz-Ladehalle wurde bis zum Tiefgeschoss abgetragen. Auf der neu aufgebauten Decke des Lager- und Bürotrakts wurde Parkgrün gepflanzt.

## Rezeption
Gemäß dem Architekturkritiker Gerhard Matzig galt die Paketposthalle bei ihrer Erbauung als „Sensation“, das „monumentale Betongerippe“ hat für ihn „etwas von einem im Sand lauernden Ungetüm der Saurierzeit“. „Die Schöne sprengt alle Maßstäbe, sie ist gigantisch, titanisch, ja wunderbar.“ schwärmt Matzig. Für Friedbert Kind-Barkauskas wird die Wirkung des Gebäudes innen wie außen von seiner klaren und großzügigen Konstruktion bestimmt. Auch die Architekturkritikerin Ira Mazzoni erinnert das „auffällig gefaltete Tonnengewölbe neben dem breiten Gleisbett des Münchner Hauptbahnhofs“, das „zur Zeit ihrer Erbauung als ein technisches Wunder galt“, an „einen Dinosaurier“.

## Nutzungspläne
Dem Umbau 1997 waren erfolglose Versuche eines Verkaufs der Paketposthalle durch die Deutsche Post vorausgegangen. 2015 informierte die Post dann über Überlegungen, das Briefzentrum in einen Vorort zu verlegen, womit die Paketposthalle mehrere Jahre Favorit für den Bau einer neuen Philharmonie wurde. Nachdem sich die Staatsregierung dann aber entschied, das Konzerthaus im Werksviertel im Stadtbezirk Berg am Laim zu errichten, begannen Planungen für ein Übergangsquartier für die Münchner Philharmoniker in der Paketposthalle, bis die Post im März 2017 ihre Umzugspläne revidierte. 2017 präsentierte das Architekturbüro Allmann Sattler Wappner Entwürfe, bei dem um das Gewölbe eine weitere Schale aus Stahl und hierauf wiederum ein nach Südwesten und Nordosten situiertes Terrassenwohnen in Leichtbauweise mit 18.500 m² Wohnfläche für 500 Menschen zu ermöglichen. Unterhalb des Dachs sollten ein Hotel, Büros sowie Flächen für Sport, Gewerbe oder Kultur Platz finden. 2018 war die Paketposthalle Favorit für den potentiellen Standort eines neuen Möbelhauses von Ikea. Nach dem Verkauf an die Büschl Gruppe 2018 wurde das Architekturbüro Herzog & de Meuron mit der Planung der zukünftigen Nutzung beauftragt, die aus der Halle und dem umliegenden Areal ein Stadtteilzentrum mit „weitgefasstem Konzept mit Gewerbe, Wohnungen, auch im sozialen Bereich und Einrichtungen für Jung und Alt“ konzipieren soll.
Anfang 2022 sprach sich in dem umstrittenen Projekt eine Mehrheit von befragten Münchnerinnen und Münchnern für den Bau von zwei Hochhäusern mit einer Höhe von 155 Metern aus. Auch gab es die Anregung, über ein drittes Hochhaus nachzudenken, falls dafür mehr Freiflächen und möglichst viel bezahlbarer Wohnraum entstünden.  Seit 11. September 2021 sind in der Paketposthalle öffentliche Führungen in Kleingruppen möglich. Die Nutzung der Halle selbst ist noch nicht final definiert; Im Anschluss an den Auszug der Deutschen Post soll die Halle im Erdgeschoss in eine öffentlich zugängliche Freifläche umgewandelt werden und im Untergeschoss ein Konzertsaal entstehen. Während die Nutzung des Untergeschosses schon fest steht, ist die genaue Nutzung und räumliche Aufteilung der knapp 20.000 Quadratmeter großen Erdgeschossfläche noch nicht abschließend festgelegt. Hierzu fand von April bis Juli 2023 ein digitaler und analoger Beteiligungsprozess statt, in dem Münchnerinnen und Münchner ihre Ideen für die Hallennutzung einreichen und diskutieren konnten.